# Metoda redukcji mas i sił
Metoda redukcji mas i sił – w dynamice maszyn – metoda szybkiego wyprowadzania różniczkowego równania ruchu dla układów o jednym stopniu swobody. Jest to metoda powszechnie stosowana w przemyśle, gdyż w większości przypadków jest znacznie szybsza od konwencjonalnej metody równań Lagrange’a. Wadą tej metody jest to, iż ogranicza się jedynie do układów o jednym stopniu swobody. Idea tej metody polega na sprowadzeniu wszystkich mas (lub momentów bezwładności, w przypadku ruchu obrotowego) występujących w układzie do jednej masy zredukowanej, oraz wszystkich sił (lub momentów siły dla ruchu obrotowego) działających na układ do jednej siły zredukowanej.
Wówczas równania ruchu można przedstawić następująco:
- dla ruchu postępowego:

{\displaystyle m_{zr}{\frac {d^{2}S}{dt^{2}}}+{\frac {1}{2}}{\frac {\partial m_{zr}}{\partial S_{zr}}}\left({\frac {dS}{dt}}\right)^{2}=F_{zr}(S,{\frac {dS}{dt}},t),}
gdzie:
{\displaystyle m_{zr}} – masa zredukowana, {\displaystyle m_{zr}={\frac {2\cdot E_{k}}{{\dot {S}}_{zr}^{2}}},}
{\displaystyle F_{zr}} – siła zredukowana, {\displaystyle F_{zr}={\frac {\sum N}{{\dot {S}}_{zr}}},}
{\displaystyle S_{zr}} – zredukowane przemieszczenie.
- dla ruchu obrotowego:

{\displaystyle I_{zr}{\frac {d^{2}\varphi }{dt^{2}}}+{\frac {1}{2}}{\frac {\partial I_{zr}}{\partial \varphi _{zr}}}\left({\frac {d\varphi }{dt}}\right)^{2}=M_{zr}(\varphi ,{\frac {d\varphi }{dt}},t),}
gdzie:
{\displaystyle I_{zr}} – zredukowany moment bezwładności, {\displaystyle I_{zr}={\frac {2\cdot E_{k}}{{\dot {\varphi }}_{zr}^{2}}},}
{\displaystyle M_{zr}} – zredukowany moment sił, {\displaystyle M_{zr}={\frac {\sum N}{{\dot {\varphi }}_{zr}}},}
{\displaystyle \varphi _{zr}} – zredukowany kąt obrotu.
Metodę tę można stosować analogicznie dla układów elektrycznych, po zastąpieniu wielkości mechanicznych ich elektrycznymi odpowiednikami. Jest ona jednak słabo rozpowszechniona wśród elektryków.